# Campista (fragata)
Campista foi uma fragata operada pela Armada Imperial Brasileira de 1826 a 1846. Foi construída no Arsenal de Marinha do Rio de Janeiro sob supervisão do primeiro-tenente engenheiro João dos Santos Primeiro, com os trabalhos iniciados em 13 de outubro de 1824, lançamento ao mar e incorporação em 13 de agosto de 1826. Media 129 pés de comprimento total; 34,6 de boca; 26,8 pés de tolda e 18 pés de pontal; montava 30 colubrinas de calibre 12 e 10 caronadas de calibre 24; tripulação de 330 homens. Seu nome Campista era uma homenagem ao natural da cidade de Campos, Rio de Janeiro. Em 1837, tomou parte em ações contra os cabanos na cidade de Belém. Foi aposentada em 6 de maio de 1846.